# Habib Pacha Es-Saad

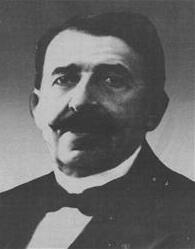
Habib Pacha es-Saad

Habib Pacha El-Saaad (1867-1942) là một chính trị gia Liban theo đạo Công giáo Maronite. Ban đầu, ông là thủ tướng thứ ba của Liban từ ngày 10 tháng 8 năm 1928 đến ngày 9 tháng 5 năm 1929, và được bổ nhiệm làm tổng thống dưới quyền ủy trị của Pháp vào ngày 30 tháng 1 năm 1934 đến khi kết thúc nhiệm kỳ ngày 20 tháng 1 năm 1936.